# Marco Sanna (hockeista su ghiaccio)
Marco Sanna (Pieve di Cadore, 18 dicembre 1997) è un hockeista su ghiaccio italiano, milita come attaccante nella SG Cortina, squadra della Alps Hockey League, e nella Nazionale italiana.

## Carriera

### Club
La squadra con cui Sanna ha legato gran parte della sua carriera è il Cortina SG, una delle formazioni più antiche e titolate in Italia, ed è considerato uno degli attaccanti più forti.
Nativo di Pieve di Cadore, militò nelle giovanili di Pieve, Alleghe e Cortina; quest'ultima squadra lo fece esordire in massima serie nella stagione 2015-2016. Nella stagione successiva giocò alcuni incontri con i Gladiators Trencin nella lega universitaria European University Hockey League, per poi fare ritorno dapprima al Pieve e poi, dal dicembre 2017, al Cortina.
Il 30 giugno 2022 venne annunciato il suo passaggio al Val Pusteria in ICE Hockey League. Riuscì a raccogliere 40 presenze (con due reti e un assist), ma nel febbraio 2023, ha deciso di tornare nuovamente al Cortina, dove ha contribuito alla vittoria dello scudetto e alla successiva Supercoppa italiana.

### Nazionale
A livello internazionale, Sanna esordì in Nazionale in occasione di un torneo amichevole dell'EIHC nel novembre 2021, ed il selezionatore Greg Ireland lo confermò successivamente anche per i successivi Campionati Mondiali IIHF 2022.

## Palmarès

### Club
- Campionato italiano: 2

Cortina: 2022-2023, 2024-2025
- Supercoppa italiana: 1

Cortina: 2023